# Pomagnathus corallinus
Pomagnathus corallinus is een garnalensoort uit de familie van de Alpheidae. De wetenschappelijke naam van de soort is voor het eerst geldig gepubliceerd in 1937 door Chace.